# Horka I
Horka I település Csehországban, a Kutná Hora-i járásban. Horka I Rohozec, Litošice, Horušice, Bílé Podolí, Brambory és Žehušice településekkel határos. Lakosainak száma 400 fő (2024. január 1.).

## Népesség
A település lakosságának változását az alábbi diagram mutatja:
| Lakosok száma | 793  | 731  | 713  | 557  | 482  | 417  | 389  | 406  | 391  | 400  |
|               | 1869 | 1890 | 1921 | 1950 | 1980 | 2001 | 2017 | 2019 | 2022 | 2024 |